# Michael Peroutka
Michael Anthony Peroutka (né en 1952 à Baltimore) est un juriste américain du Maryland et fondateur de l'Institute on the Constitution, un organisme militant pour le paléo-conservatisme. 

## Biographie
Il est membre du Parti de la Constitution  dont il fut le candidat au poste de Président des États-Unis lors de l'élection de 2004, en tandem avec Chuck Baldwin pour la vice-présidence, il obtint 144 421 votes.
Il est membre de la Ligue du Sud.